# Барон Ликонфилд
Барон Ликонфилд из Ликонфилда в графстве Восточный Йоркшир — наследственный титул в системе Пэрства Соединенного Королевства. Он был создан 14 апреля 1859 года для полковника Джорджа Уиндема (1787—1869). Он был старшим внебрачным сыном Джорджа Уиндема, 3-го графа Эгремонта (1751—1837), от которого он унаследовал Петуорт-хаус в Суссексе, замок Эгремонт и замок Кокермут в Камбрии и замок Ликонфилд в Йоркшире. Все эти земли ранее принадлежали Джоселину Перси, 11-му графу Нортумберленду (1644—1670), Его старшая дочь, леди Элизабет Перси (1667—1722), стала женой Чарльза Сеймура, 6-го герцога Сомерсета (1662—1748). Их единственный сын, Элджернон Сеймур, 7-й герцог Сомерсет (1684—1750), в 1749 году получил титул графа Эгремонта. Ему наследовал его племянник, сэр Чарльз Уиндем, 4-й баронет из Орчард Уиндема (1710—1763), который стал 2-м графом Эгремонтом.
Старший сын 1-го лорда Ликонфилда, Генри Уиндем, 2-й барон Ликонфилд (1860—1901), консервативный политик, представлял Западный Суссекс в Палате общин (1854—1869). Его преемником стал его старший сын, Чарльз Генри Уиндем, 3-й барон Ликонфилд (1872—1952), который служил в качестве лорда-лейтенанта Сассекса (1917—1949). Племянник последнего, Джон Эдвард Реджинальд Уиндем, 6-й барон Ликонфилд (1920—1972), работал личным секретарем премьер-министра Гарольда Макмиллана в 1957—1963 годах. В 1963 году для Джона Эдварда Уиндема был возрожден титул барона Эгремонта из Петуорта в графстве Суссекс (Пэрство Соединённого королевства). По состоянию на 2010 год носителем обоих баронских титулов являлся его сына, Джон Макс Генри Уиндем, 7-й барон Ликонфилд, 2-й барон Эгремонт (род. 1948). Он известен как Макс Эгремонт, биограф и романист.
Достопочтенный Перси Уиндем (1835—1911), младший сын первого барона, был консервативным политиком. Он был отцом консервативного политика и литератора Джорджа Уиндема (1863—1913) и подполковника Гая Уиндема (1865—1941).

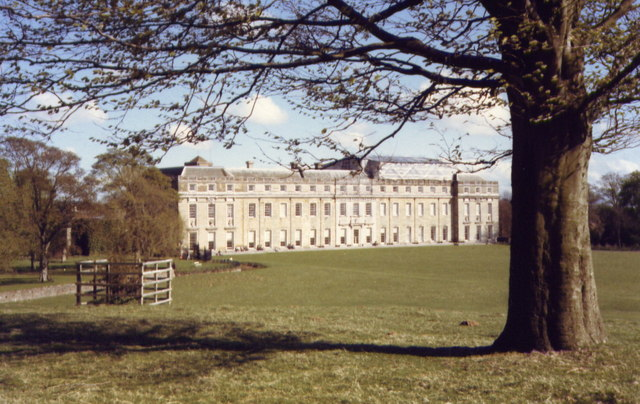
Петуорт-хаус, резиденция баронов Ликонфилд

Семейная резиденция семьи Уиндем — Петуорт-хаус в Западном Суссексе.

## Бароны Ликонфилд (1859)

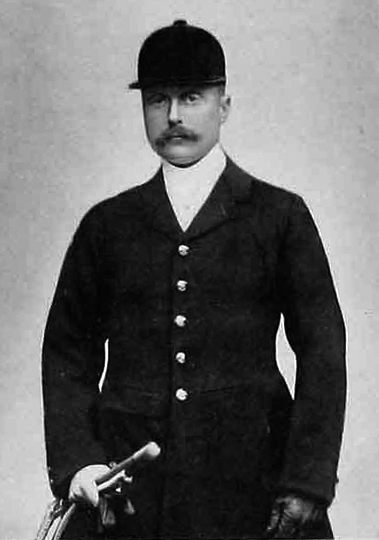
Чарльз Генри Уиндем, 3-й барон Ликонфилд (1872—1952)

- 1859—1869: Джордж Уиндем, 1-й барон Ликонфилд[англ.] (5 июня 1787 — 18 марта 1869), старший сын Джорджа O’Брайена Уиндема, 3-го графа Эгремонта (1751—1837)[1]
- 1869—1901: Генри Уиндем, 2-й барон Ликонфилд[англ.] (31 июля 1830 — 6 января 1901), второй сын предыдущего[2]
- 1901—1952: Чарльз Генри Уиндем, 3-й барон Ликонфилд[англ.] (17 февраля 1872 — 17 апреля 1952), второй сын предыдущего[3]
- 1952—1963: Хью Арчибальд Уиндем, 4-й барон Ликонфилд[англ.] (4 октября 1877 — 6 июля 1963), четвёртый сын 2-го барона Ликонфилда, младший брат предыдущего[4]
- 1963—1967: Эдвард Скауэн Уиндем, 5-й барон Ликонфилд (30 апреля 1883 — 17 октября 1967), пятый сын 2-го барона Ликонфилда, младший брат предыдущего[5]
- 1967—1972: Джон Эдвард Реджинальд Уиндем, 6-й барон Ликонфилд, 1-й барон Эгремонт[англ.] (5 июня 1920 — 6 июня 1972), второй сын предыдущего[6]
- 1972 — настоящее время: (Джон) Макс Генри Скауэн Уиндем, 7-й барон Ликонфилд, 2-й барон Эгремонт (род. 21 апреля 1948), старший сын предыдущего[7]
  - Наследник титула: достопочтенный Джордж Ронан Валентин Уиндем (род. 31 июля 1983), единственный сын предыдущего[8].